# 엘로이즈
엘로이즈(Héloïse, 1101년? ~ 1164년 5월 16일)는 프랑스의 수녀원장이자 저술가 겸 학자이다. 피에르 아벨라르와의 사랑이 널리 알려져 있다. 프랑스의 여성 문학사에서 중요한 위치를 차지하고 있다. 엘로이즈의 서간은 근대 이후 여러 교양 소설 작가들의 소재가 되었다.

## 배경
엘로이즈의 이름은 Helöise, Héloyse, Hélose, Heloisa, Helouisa, Eloise, 그리고 Aloysia 등의 여러 철자로 전해져 오는데 이는 게르만어파의 조어인 Hailawidis에서 파생한 것으로 성스러운 나무(Holy wood)를 뜻한다. 엘로이즈는 라틴어와 히브리어에 조예가 깊은 학자였다. 귀족 출신이었던 아벨라르는 엘로이사의 집안을 성당 참사회원이라고 밝히고 있다. 엘로이즈는 성당 참사회원이던 삼촌 풀베르투스의 집에서 살았다.:30 중세 시기 성당 참사회원은 성당으로부터 일정한 급료를 받고 일하던 의전사제 직군으로 귀족은 아니었다. 엘로이즈의 부모가 누구였는 지에 대한 기록은 없다.
당대의 파리에서 가장 명망있는 철학자였던 아벨라르는 엘로이즈의 집에 하숙하면서 엘로이즈의 교육을 담당하였다.:31 엘로이즈는 아벨라르에게서 철학을 비롯한 여러 학문을 배웠다. 그 때 배운 의학적 소양은 훗날 수녀원장이 되었을 때 많은 도움이 되었다.

## 사랑
아벨라르는 1132년 친구에게 보내는 편지 형식의 《내 불행의 내력》(라틴어: Historia Calamitatum)에서 자신이 엘로이즈를 만난 1115년 당시 엘로이즈가 15세의 소녀였다고 기록하고 있다. 학자들은 이를 근거로 엘로이즈가 1100–01년 무렵 태어난 것으로 본다. 그러나 콘스탄트 뮤와 같은 역사가는 당시 엘로이즈가 십대 후반에서 이십대에 근접한 나이였을 수 있다고 주장한다. 이후 둘 사이에 오간 서간에서 둘 모두 장성하여 만났다는 구절이 있기 때문이다. 뮤는 엘로이즈의 출생년도가 1092년까지도 내려갈 수 있다고 생각한다.
아벨라르는 엘로이즈를 유혹하고 때로는 강압하면서 관계를 가졌다.:32-33 둘은 사랑에 빠졌고 소문이 파다했지만 엘로이즈의 삼촌은 까맣게 모르고 있다가 가장 늦게 알았다. 둘이 사제 지간이 아니라 연인 지간으로 지내는 것을 알게 된 풀베르투스는 아벨라르는 내 쫓았다. 그러나 얼마 지나지 않아 엘로이즈가 임신한 사실을 알게 된다. 아벨라르는 엘로이즈의 임신 소식을 듣고 결혼을 결심하지만 엘로이즈는 삼촌이 결코 용서하지 않을 것이라는 것을 예견하였기 때문에 반대한다. 그러나 아벨라르는 결혼을 강행하고 자신의 고향으로 엘로이즈를 데려가 출산하게 한다. 풀베르투스는 이들의 비밀 결혼을 폭로하였고 아벨라르는 엘로이즈의 안전을 위해 잠시 수녀원에 들어가 의지하게 하고는 화해를 할 목적으로 풀베르투스와 만난다. 그러나 풀베르투스는 아벨라르가 엘로이즈를 버리기 위해 수녀원에 집어넣었다고 오해하고 아벨라르를 잡아 거세하여 버린다. 이 일로 둘의 결혼은 파탄이 나고 엘로이즈는 진짜 수녀가 되어 수도 생활을 하게 된다.:34-46:179-181

## 수도 생활
풀베르투스의 복수로 엘로이즈와 아벨라르의 사랑은 결국 파탄으로 끝났다. 둘은 별 다른 연락 없이 20년 동안 각자의 수도 생활을 하며 살았다. 아벨라르는 주변의 많은 적을 피해 옮겨다니다가 트루아 지역에 파라클레투스(라틴어: Paracletus, 성신)라는 기도처를 마련하였다. 그 사이 엘로이즈는 아르장퇴유 수녀원의 원장이 되었다.:181-182 둘이 다시 연락이 닿게 된 것은 엘로이즈가 곤경에 처했기 때문이다. 엘로이즈가 이끌던 수녀원은 1127년 무렵 생드니 수도원과 토지 소유권 마찰을 겪었고 결국 재판에서 패소하여 오갈데 없는 처지가 되었다.:182 이 즈음 엘로이즈는 아벨라르가 쓴 《내 불행의 내력》을 읽게 되었고 그에게 여전히 사랑을 간직하고 있으며 도움이 필요하다는 편지를 쓴다.
당신의 명령에 따라 나는 성의로 갈아 입고, 마음도 다른 마음으로 바꿔 가졌습니다. 당신 만이 내 마음과 몸의 유일한 주인이심을 보여드렸던 것입니다. …… 내가 당신 이외에 다른 아무 것도 구하지 않는 다는 사실은 하느님만이 아십니다. — 첫번째 편지:99

이 편지를 받은 아벨라르는 자신의 기도처를 아르장퇴유 수녀원에 기증하였다. 이후 엘로이즈는 여러 차례의 편지를 통해 지난 사랑을 되새기고 수녀원의 운영에 대한 여러 자문을 구한다. 아벨라르는 1142년 사망하여 수녀원에 안치되었고, 1164년 엘로이즈가 사망하자 둘은 합장되었다.:184

## 서간
아벨라르와 엘로이즈는 열두차례에 걸쳐 편지를 주고 받았다.:7-8 둘의 서신에 대해서는 진위를 의심하는 입장도 있고 후대에 그럴듯한 목적에 따라 재편집 되었다는 주장도 있으나 대체로 사실로 인정된다. 서간에서 아벨라르는 자신이 욕정에 의해 엘로이즈를 범했으며 그로 인해 정신과 육체 모두에서 벌을 받았다고 여기지만, 엘로이즈는 첫 만남에서부터 지금까지 그 만남이 부도덕한 것이었더라도 자신은 스스로 그 사랑을 선택했으며 지금도 그러하다고 고백한다. 엘로이즈는 사랑과 욕정을 구분하면서 자신이 과연 욕정으로 그러했는 지를 의심하지만 그저 아벨라르를 사랑했을 뿐이라고 고백한다.:186-187 한정숙은 이러한 엘로이즈의 사상이 여성 스스로가 사랑의 주체가 될 수 있음을 밝힌 것으로 중세인 당시 사회에서는 이례적인 것이었다고 지적한다.

## 영향
아벨라르와 엘로이즈의 이야기는 중세 시대 동안에도 널리 알려진 사랑 이야기로 《장미 이야기》의 모델이 되었고, 근대에 들어서는 장자크 루소가 《신 엘로이즈》를 발표하였다.

## 같이 보기
- 트리스탄과 이졸데